# Teresa Stich-Randall

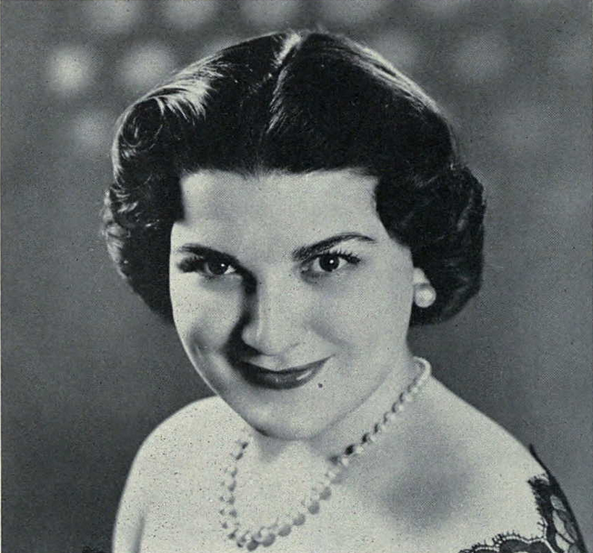
Stich-Randall an der University of Michigan, 1955–1956

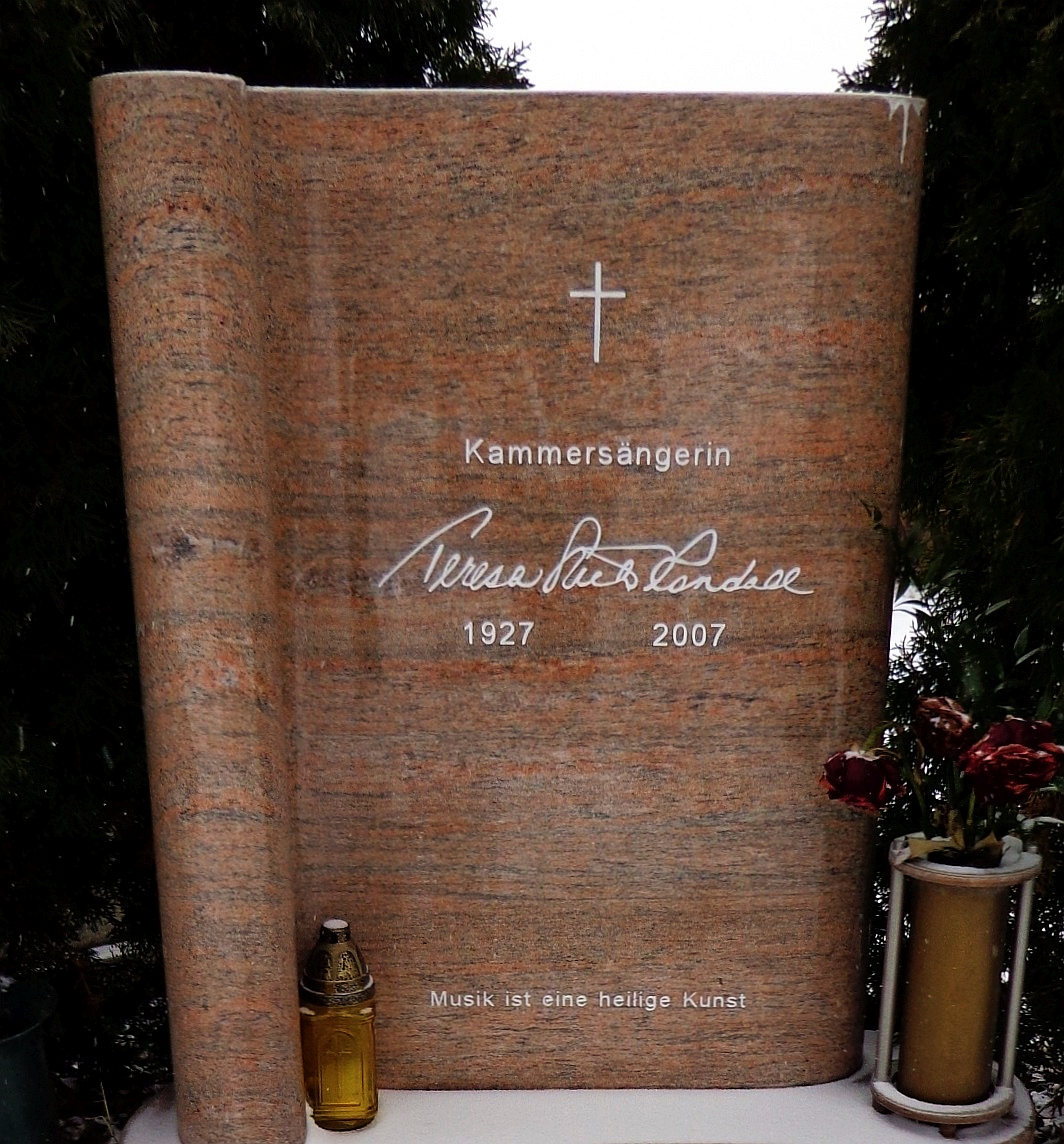
Feuerhalle Simmering, ehrenhalber gewidmetes Grab Teresa Stich-Randalls

Teresa Stich-Randall (* 24. Dezember 1927 in West Hartford, Connecticut; † 17. Juli 2007 in Wien) war eine US-amerikanische Opernsängerin (Sopran).

## Leben
Schon mit 15 Jahren studierte sie an der Columbia School of Music. 1962 erhielt sie als erste Amerikanerin den Titel Österreichische Kammersängerin. Am 26. Mai 1972 verabschiedete sie sich von der Wiener Staatsoper mit der Titelpartie aus Ariadne auf Naxos.
Stich-Randall starb 79-jährig in Wien. Ihr Grab befindet sich Wien Feuerhalle Simmering (Abteilung 2, Ring 3, Gruppe 1, Nummer 7) und zählt zu den ehrenhalber gewidmeten bzw. ehrenhalber in Obhut genommenen Grabstellen der Stadt Wien.

## Diskografie (Auswahl)
- Falstaff unter der Leitung von Arturo Toscanini, 1950 (Nannetta)
- Le nozze di Figaro unter der Leitung von Hans Rosbaud, 1955 (als Gräfin Almaviva)
- Der Rosenkavalier unter der Leitung von Herbert von Karajan, 1956 (als Sophie)
- Don Giovanni unter der Leitung von Hans Rosbaud, 1956 (als Donna Anna)
- Die Zauberflöte unter der Leitung von Joseph Keilberth, 1954 – WDR (als Pamina), veröffentlicht 2005 von Capriccio

## Hörbeispiele
- Falstaff – Toscanini – New York 1950 – 1. Akt
- Falstaff – Toscanini – New York 1950 – 2. Akt
- Falstaff – Toscanini – New York 1950 – 3. Akt

Besetzung – Falstaff: Giuseppe Valdengo, Fenton: Antonio Madasi, Ford: Frank Guarrera, Mrs. Alice Ford: Herva Nelli, Nannetta: Teresa Stich-Randall, Bardolfo: John Carmen Rossi, Pistola: Norman Scott, Mrs. Quickly: Cloe Elmo, Mrs. Meg Page: Nan Merriman, Tohtori Caius: Gabor Garelli